# Paradipodini
Paradipodini – monotypowe plemię ssaków z podrodziny skoczków (Dipodinae) w obrębie rodziny skoczkowatych (Dipodidae).

## Rozmieszczenie geograficzne
Plemię obejmuje jeden żyjący współcześnie gatunek występujący w środkowej Azji.

## Morfologia
Długość ciała (bez ogona) 140–165 mm, długość ogona 180–225 mm; masa ciała 112–185 g.

## Systematyka
Rodzaj Paradipus zdefiniował w 1930 roku rosyjski zoolog Boris Winogradow w artykule zatytułowanym O klasyfikacji Dipodidae (Rodentia). I. Cechy czaszki i zębów opublikowanym w czasopiśmie „Известия Академии Наук СССР”. Gatunkiem typowym jest (oznaczenie monotypowe) stoposkoczek grzebykopalcy (P. ctenodactylus).

### Etymologia
Paradipus: gr. παρα  para ‘blisko, obok’; rodzaj Dipus A.E.W. von Zimmermann, 1780 (skoczek).

### Podział systematyczny
Do plemienia należy jeden rodzaj – steposkoczek (Paradipus) – z jednym występującym współcześnie gatunkiem:
- Paradipus ctenodactylus (Vinogradov, 1929) – stoposkoczek grzebykopalcy

Opisano również gatunek wymarły z pliocenu Turkmenistanu:
- Paradipus badhysus Shenbrot, 1986